# Preeti Desai
Preeti Desai, född 29 september 1981 i Middlesbrough England, var vinnare av skönhetstävlingen Fröken Storbritannien år 2006.  Desai fick titeln Fröken Storbritannien efter att den ursprungliga vinnaren, Danielle Lloyd, hade avslöjats med att ha en relation med en av domarna för tävlingen. Preeti Desai har indisk bakgrund och arbetar som fotomodell. 